# الإمبراطور يونغ تشنغ
الإمبراطور يونغ تشنغ (13 ديسمبر 1678 - 8 أكتوبر 1735) هو كان الإمبراطور الرابع لسلالة تشينغ الحاكمة، والإمبراطور الثالث من تشينغ الذي حكم الصين، حكم من 1722 حتى 1735.